# Club Deportivo Jaamsa (voleibol feminino)
OClub Deportivo Jaamsa, que é um clube de voleibol peruano da cidade de Lima. Atualmente disputa a Liga Nacional Superior de Voleibol foi vice-campeão nacional na temporada 2017-18

## Títulos e campanhas de destaque
0 Campeonato Peruano
- Vice-campeão:2017-18[4]

 1 Copa Nacional Peruana
- Campeão: 2020